# Liste der Biografien/Frah
Liste der Biografien |
Portal Biografien |
Personensuche
# |
A |
B |
C |
D |
E |
F |
G |
H |
I |
J |
K |
L |
M |
N |
O |
P |
Q |
R |
S |
T |
U |
V |
W |
X |
Y |
Z |
?
 
Fa |
Fe |
Ff |
Fh |
Fi |
Fj |
Fk |
Fl |
Fm |
Fn |
Fo |
Fr |
Ft |
Fu |
Fy
 
Fra |
Frc |
Fre |
Frg |
Fri |
Frk |
Frl |
Fro |
Fru |
Fry
 
Fraa |
Frab |
Frac |
Frad |
Frae |
Fraf |
Frag |
Frah |
Frai |
Fraj |
Frak |
Fral |
Fram |
Fran |
Frao |
Frap |
Fraq |
Frar |
Fras |
Frat |
Frau |
Frav |
Fraw |
Fray |
Fraz
Die Liste der Biografien führt alle Personen auf, die in der deutschsprachigen Wikipedia einen Artikel haben. Dieses ist eine Teilliste mit 26 Einträgen von Personen, deren Namen mit den Buchstaben „Frah“ beginnt.

## Frah

### Frahe
- Fraher, Pat (* 1974), US-amerikanischer Basketballschiedsrichter

### Frahm
- Frahm, Andreas (* 1960), deutscher Techniker, Forschungstaucher und Erfinder
- Frahm, Detlef (1886–1969), deutscher Politiker (CDU), MdL
- Frahm, Eckart (* 1967), deutscher Altorientalist, Professor an der Yale University
- Frahm, Franz Heinrich (1803–1878), deutscher Anwalt und Parlamentarier
- Frahm, Gabriel (* 1972), deutscher Ökonom und Mathematiker
- Frahm, Helmuth (* 1946), deutscher Politiker (SPD), MdHB
- Frahm, Hermann (1867–1939), deutscher Maschinen- und Schiffbauer
- Frahm, Holger (* 1959), deutscher Physiker
- Frahm, Jan-Peter (1945–2014), deutscher Botaniker
- Frahm, Jasper (* 1996), deutscher Radrennfahrer
- Frahm, Jens (* 1951), deutscher Physiker
- Frahm, Joel (* 1970), US-amerikanischer Jazz-Tenorsaxophonist
- Frahm, Johann (1901–1946), deutscher SS-Unterscharführer im KZ Neuengamme
- Frahm, Karl (* 1913), deutscher Politiker (NDPD), MdV
- Frahm, Ludwig (1856–1936), niederdeutscher Autor
- Frahm, Martha (1894–1969), deutsche Verkäuferin
- Frahm, Nils (* 1982), deutscher Musiker und KomponistNils Frahm (* 1982)

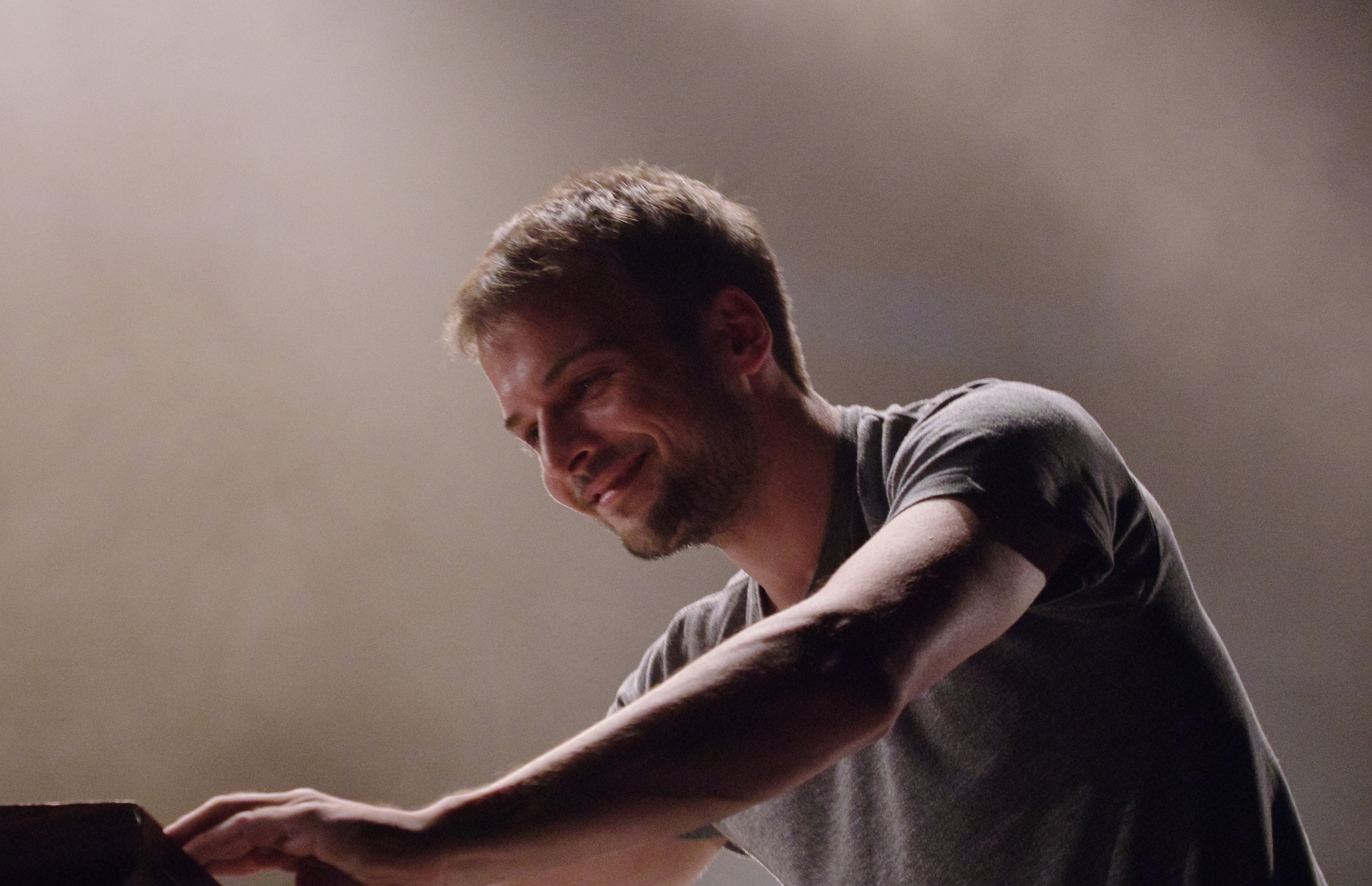
Nils Frahm (* 1982)

- Frahm, Sheila (* 1945), US-amerikanische Politikerin
- Frahm, Thomas (* 1961), deutscher Schriftsteller, Verleger, Übersetzer und Journalist
- Frahm, Waldemar (1902–1969), deutscher Schauspieler bei Bühne und Film
- Frahm, Walther K. J. E. (1884–1970), deutscher Kunstmaler und Graphiker
- Frahm-Pauli, Wilhelm (1879–1960), deutscher Maler
- Frähmcke, Gerd (* 1950), deutscher Hindernis- und Langstreckenläufer

### Frahn
- Frähn, Christian Martin Joachim (1782–1851), Orientalist und Numismatiker
- Frahn, Daniel (* 1987), deutscher Fußballspieler